# Amauropelma
Amauropelma es un género de arañas araneomorfas de la familia Ctenidae endémico de Queensland, Australia.

## Nombres
El nombre A. hasenpuschi fue puesto en honor de Jack Hasenpusch, de Garradunga, Innisfail, Queensland.

## Especies
- Amauropelma anzses Raven & Stumkat, 2001 — Queensland
- Amauropelma bluewater Raven & Stumkat, 2001 — Queensland
- Amauropelma claudie Raven & Stumkat, 2001 — Queensland
- Amauropelma gayundah Raven & Stumkat, 2001 — Queensland
- Amauropelma gordon Raven & Stumkat, 2001 — Queensland
- Amauropelma hasenpuschi Raven & Stumkat, 2001 — Queensland
- Amauropelma leo Raven & Stumkat, 2001 — Queensland
- Amauropelma mcilwraith Raven & Stumkat, 2001 — Queensland
- Amauropelma monteithi Raven & Stumkat, 2001 — Queensland
- Amauropelma mossman Raven & Stumkat, 2001 — Queensland
- Amauropelma pineck Raven & Stumkat, 2001 — Queensland
- Amauropelma rifleck Raven & Stumkat, 2001 — Queensland
- Amauropelma torbjorni Raven & Gray, 2001 — Queensland
- Amauropelma trueloves Raven & Stumkat, 2001 — Queensland
- Amauropelma undara Raven & Gray, 2001 — Queensland
- Amauropelma wallaman Raven & Stumkat, 2001 — Queensland